# 1918 في فنلندا
فيما يلي قوائم الأحداث التي وقعت خلال عام 1918 في فنلندا.

## أحداث
- 27 يناير – الحرب الأهلية الفنلندية
- 8 مارس – معركة تامبيري

## سياسة

### انتهاء فترة المنصب
- 28 مايو – رودولف هولستي عضو برلمان فنلندا  [لغات أخرى]‏.
- 10 أغسطس – كآرلو يوهو ستولبيرغ عضو برلمان فنلندا  [لغات أخرى]‏.

## مواليد

### مايو
- 13 مايو – ريتا إيمونن مصممة أزياء فنلندية.

## وفيات

### مايو
- 21 مايو – ألغوت أونتولا (مواليد 1868)

### أغسطس
- 1 أغسطس – علي آلتونن (مواليد 1884)